# Уарас
Уара́с (ісп. Huaraz; кеч. Waras) — місто в Перу, столиця департамента Анкаш. Населення міста близько 120 тисяч осіб.

## Географія
Розташований за 407 кілометрів на північ від Ліми, через місто проходить панамериканське шосе.

### Клімат
Місто перебуває у зоні так званої «гірської тундри», котра характеризується кліматом арктичних пустель. Найтепліший місяць — лютий із середньою температурою 7.8 °C (46 °F). Найхолодніший місяць — липень, із середньою температурою 2.8 °С (37 °F).
| Клімат Уараса           | Клімат Уараса | Клімат Уараса | Клімат Уараса | Клімат Уараса | Клімат Уараса | Клімат Уараса | Клімат Уараса | Клімат Уараса | Клімат Уараса | Клімат Уараса | Клімат Уараса | Клімат Уараса | Клімат Уараса |
| Показник                | Січ.          | Лют.          | Бер.          | Квіт.         | Трав.         | Черв.         | Лип.          | Серп.         | Вер.          | Жовт.         | Лист.         | Груд.         | Рік           |
| Середній максимум, °C   | 13,3          | 13,9          | 13,9          | 12,2          | 11,1          | 10            | 9,4           | 9,4           | 9,4           | 10            | 11,1          | 12,2          | 11,3          |
| Середня температура, °C | 6,7           | 7,8           | 7,2           | 6,1           | 5             | 3,9           | 2,8           | 3,3           | 3,3           | 3,9           | 5             | 6,1           | 5,1           |
| Середній мінімум, °C    | 0,6           | 1,1           | 1,1           | 0             | −1,1          | −2,8          | −3,3          | −2,8          | −2,8          | −2,2          | −1,7          | −0,6          | −1,2          |
| Норма опадів, мм        | 122           | 131           | 126           | 93            | 55            | 69            | 61            | 47            | 62            | 85            | 96            | 112           | 1059          |
| Днів з опадами          | 18            | 27            | 22            | 23            | 18            | 26            | 19            | 18            | 16            | 17            | 15            | 25            | 244           |
| ----------------------- | ------------- | ------------- | ------------- | ------------- | ------------- | ------------- | ------------- | ------------- | ------------- | ------------- | ------------- | ------------- | ------------- |
| Джерело: Weatherbase    |               |               |               |               |               |               |               |               |               |               |               |               |               |

## Історія
Про доіспанську історію місцевості, де розташований Уарас, інформації вкрай мало.
У 1533 р. через ці землі пройшов загін іспанських конкістадорів Ернандо Піссаро.
У січні 1574 р. тут було засновано поселення Сан-Себастьян-де-Уарас, розпочато видобуток срібла, свинцю та олова.
У 1780 р. в Уарасі відбулося повстання індіанців.
У 1784 р. поселенню надано статус міста.
У 1941 р. значна частина міста була зруйнована через прорив дамби.

## Транспорт
Через Уарас проходить панамериканске шосе, також від міста на узбережжня Перу ведуть три автошляхи.